# Federación Dominicana de Fútbol
Federación Dominicana de Fútbol ordnar med den organiserade fotbollen i Dominikanska republiken, och bildades 1953.